# Kanaalbrug van Agen

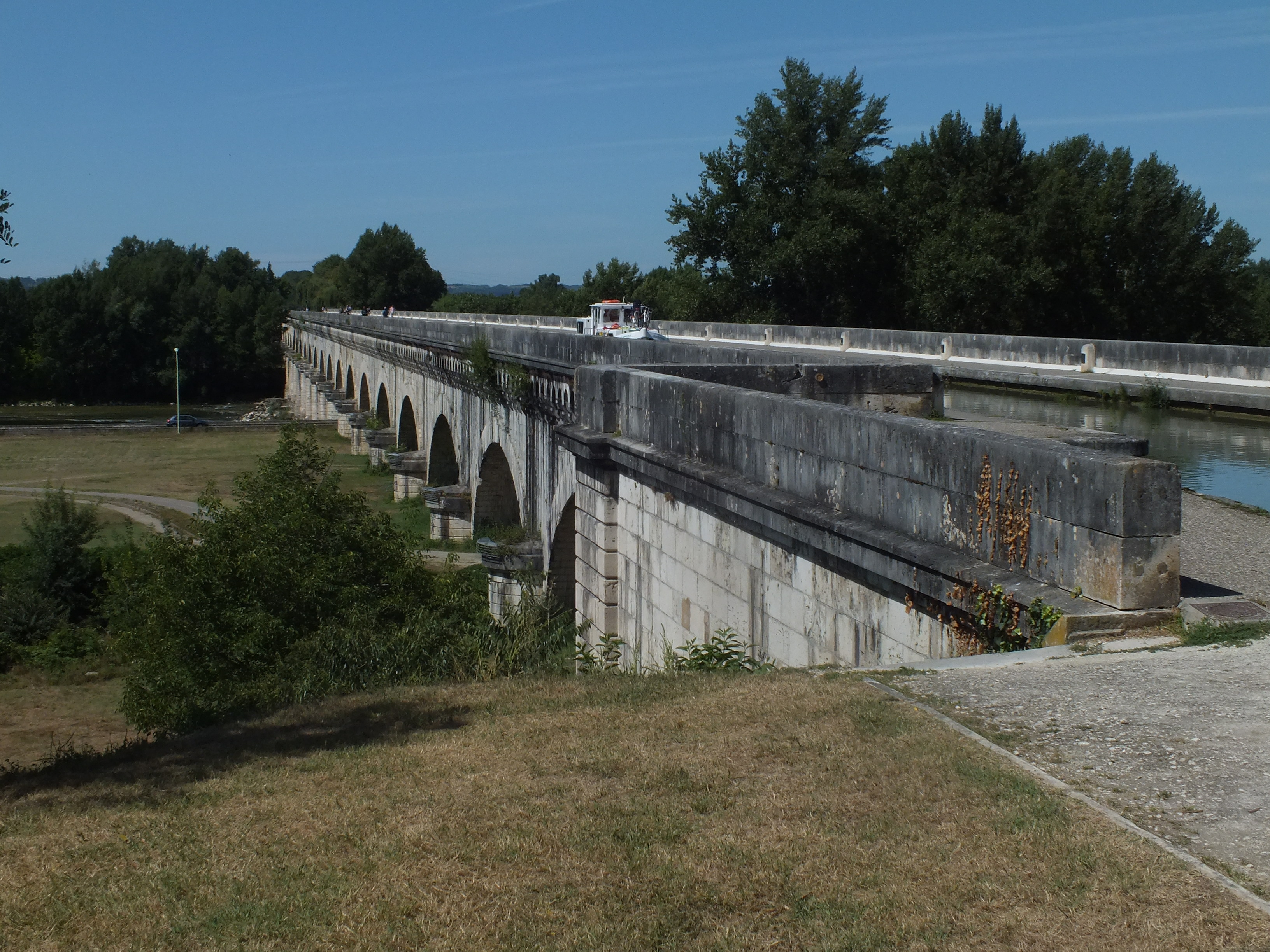
Zicht op de kanaalbrug

De Kanaalbrug van Agen is een kanaalbrug tussen de Franse plaatsen Agen en Le Passage. De constructie met 23 bogen zorgt voor een ongelijkvloerse kruising van het Canal de Garonne over de lager gelegen Garonne.
Op 25 augustus 1839 legde Ferdinand Filips van Orléans de eerste steen. Omwille van de aanleg van de spoorweg Bordeaux - Toulouse werden de werken in 1841 stilgelegd. Men besloot de brug te verhuren aan landbouwers die zo de omweg via de stenen brug van Agen konden vermijden, maar door de hoge tol werd dit een mislukking. Op 5 mei 1846 werd besloten tot hervatting van de werken. Ze werd als kanaalbrug in 1849 in gebruik genomen.
De brug is beschermd als monument sinds 2003 en in 2011 volgde een bijkomende bescherming voor de twee wachtbekkens met sluizen aan weerszijden van de brug.